# Шипырлавар
Шипырлава́р (чув. Шăпăрлăвар) — деревня в составе Пикшикского сельского поселения Красноармейского района Чувашской Республики.

## География
Расстояние до Чебоксар 39 км, до районного центра — села Красноармейское — 15 км, до железнодорожной станции 24 км.

### Административно-территориальная принадлежность
В составе Тинсаринской, Чувашско-Сорминской волостей Ядринского уезда, с 1 октября 1927 года — в Аликовском районе, с 1 марта 1935 года — в Ишлейском, с 30 марта 1944 года — в Моргаушском, с 29 июня 1944 года — в Красноармейском районе Чувашской АССР, с 20 декабря 1962 по 2 ноября 1965 года — в составе Цивильского района, позже — вновь в Красноармейском районе Чувашии:281.

Сельские советы: с 1 октября 1927 года — Ямайкасинский, с 14 июня 1954 года — Шупосинский, с 9 июня 1962 года — Синьяльский, с 24 мая 1978 года — Пикшикский:276.

## История
Деревня появилась в XIX — начале XX века как околоток деревни Вторая Байряшева (ныне не существует, в составе деревни Ыхракасы). Жители — до 1866 года государственные крестьяне; занимались земледелием, животноводством, отхожими промыслами. В 1930 году образован колхоз им. Петрова.

По состоянию на 1 мая 1981 года деревня — в составе колхоза «Большевик»:91.

### Религия
По состоянию на 1904 год жители (как жители околотка деревни Вторая Байряшева) — прихожане Богоявленской церкви села Большая Шатьма Ядринского уезда (церковь была закрыта в 1935 году, не сохранилась).

## Название
Лет 200—250 назад, по преданию, из д. Ямайкасы, входившей в Шатьминскую общину, крестьяне Саватник, Аюха и Пахантей переселились на то место, где расположена деревня Шибырлавар. Выселок был назван по оврагу Шăпăрлă вар, расположенному в 200 метрах от него. Там в старину собирались пузыристы на состязания. Чув. шăпăр «пузырь, музыкальный инструмент, род волынки»:154. Есть другая легенда. Будто бы житель деревни Голов по имени Васюк решил выделиться и, перейдя речку, на холме построил дом. У него было 4 сына. Люди считают, что один из сыновей играл в овраге на волынке (чув. шăпăр), отсюда пошло название.— Географические названия Чувашской Республики

### Исторические и прежние названия
Аюткино: 

В пределах Больше-Шатьминского прихода Ядринского уезда в конце XIX века Н. А. Архангельским было записано несколько преданий о чувашских участниках битвы за Казань. В них сообщается <…> об Аютке Саваткине из дер. Шипырлывар (в прошлом — дер. Аюткино), также отличившемся при взятии Казани…— Чувашские исторические предания:110
Шипырла-Вир (Аюкин, 1859), Шипырла-Вар (2-е Байряковское общество; 1897), Шипырла-Вары (Чувашско-Сорминская волость; 1907).

## Население
| 1858 | 1859  | 1897  | 1906, 1907 | 1926  | 1939  | 1979 | 2002 |
| ---- | ----- | ----- | ---------- | ----- | ----- | ---- | ---- |
| 101  | ↗ 105 | ↗ 148 | ↘ 134      | ↗ 152 | ↗ 175 | ↘ 92 | ↘ 41 |

| 2010 | 2012 |
| ---- | ---- |
| 27   | ↗45  |

По данным Всероссийской переписи населения 2002 года в деревне проживал 41 человек, преобладающая национальность — чуваши (100%).

## Инфраструктура
Функционирует СХПК «Рассвет» (по состоянию на 2010 год).

Улицы: Верхняя, Советская. Переулок: Лесной.

## Уроженцы
- Петров Вячеслав Петрович (1948, Шипырлавар, Красноармейский район — 2007, Москва) — передовик производства, Лауреат Государственной премии СССР, полный кавалер ордена Трудовой Славы.